# Abierto (concepto)
Abierto es un concepto o filosofía general que se caracteriza por un énfasis en la transparencia y la colaboración. Es decir, la apertura se refiere a la "accesibilidad del conocimiento, la tecnología y otros recursos; la transparencia de la acción; la permeabilidad de las estructuras organizativas; y la inclusión de la participación". Se puede decir que la apertura es lo opuesto al cierre, la autoridad central y el secreto. 

## En el gobierno
El gobierno abierto es la doctrina gobernante que sostiene que los ciudadanos tienen derecho a acceder a los documentos y procedimientos del gobierno para permitir una supervisión pública efectiva.
La apertura en el gobierno aplica la idea de libertad de información a la información en poder de las autoridades y sostiene que los ciudadanos deben tener el derecho de ver las operaciones y actividades del gobierno en el trabajo. Dado que se requiere información confiable para la rendición de cuentas, la libertad de acceso a la información sobre el gobierno respalda la rendición de cuentas del gobierno y ayuda a proteger otros derechos necesarios.  

## En trabajos creativos
El contenido abierto y el contenido libre refieren a trabajos creativos que carecen de restricciones sobre cómo las personas pueden usarlos, modificarlos y distribuirlos. Los términos se derivan de software de código abierto y software libre, conceptos similares que se refieren específicamente al software.

## En educación
La educación abierta se refiere a prácticas institucionales e iniciativas programáticas que amplían el acceso al aprendizaje y la capacitación tradicionalmente ofrecidos a través de los sistemas de educación formal. Al eliminar las barreras de entrada, la educación abierta ayuda a la libertad de información al aumentar la accesibilidad.
Los recursos educativos abiertos (REA) se refieren a materiales de aprendizaje que los educadores pueden mejorar y modificar con el permiso de sus editores o autores. Los creadores de REA pueden incluir una variedad de elementos, como planes de lecciones, diapositivas de presentación, videos de conferencias, podcasts, hojas de trabajo, mapas e imágenes.

## En la academia
El acceso abierto se refiere a la práctica de permitir que los artículos de investigación revisados por pares estén disponibles en línea de forma gratuita y sin la mayoría de las restricciones de derechos de autor y licencias. Los beneficios de este enfoque incluyen: descubrimiento y progreso acelerados ya que los investigadores son libres de usar y construir sobre los hallazgos de otros, devolviendo al público toda la investigación se paga con fondos públicos, y un mayor impacto para uno trabajar debido a que los artículos de acceso abierto son accesibles para un público más amplio.

## En tecnología de la información
La apertura es una capacidad proporcionada por un sistema de TI, y se caracteriza por la interoperabilidad, portabilidad y extensibilidad. Estas capacidades se implementan utilizando interfaces de TI, estándares y la arquitectura de TI. Todos estos son aspectos técnicos de apertura. La apertura también se basa en aspectos no técnicos, que están relacionados con la asociación entre los socios involucrados (clientes de TI, proveedores de TI y / o proveedores de servicios de TI).

## En psicología
En psicología, la apertura a la experiencia es uno de los dominios que se utilizan para describir la personalidad humana en el modelo de cinco factores. 